# Église d'Uukuniemi
L'église d'Uukuniemi (finnois : Uukuniemen kirkko) est  une église luthérienne située dans le quartier d'Uukuniemi à Parikkala en Finlande.

## Galerie

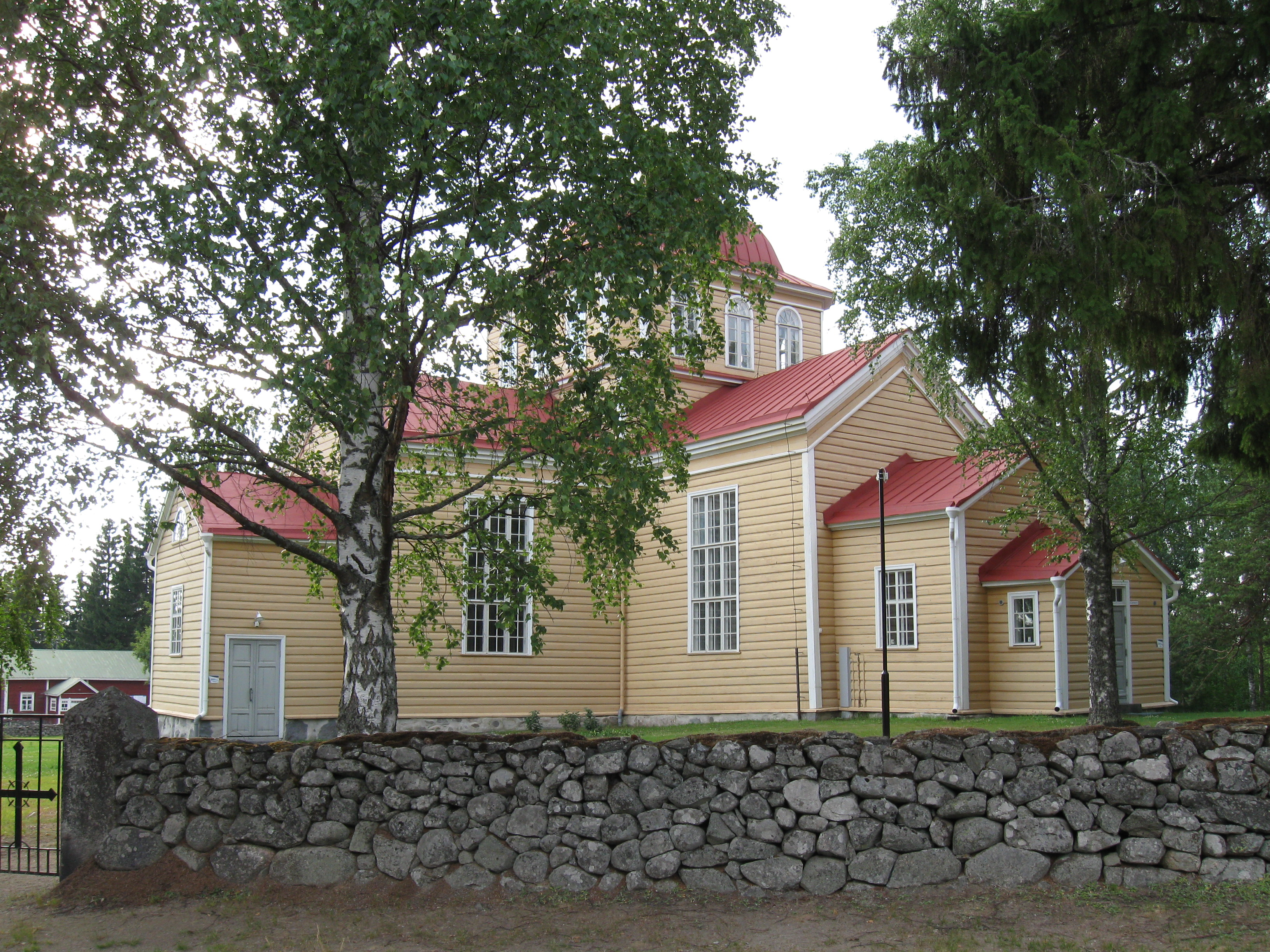
L'église vue du chemin.
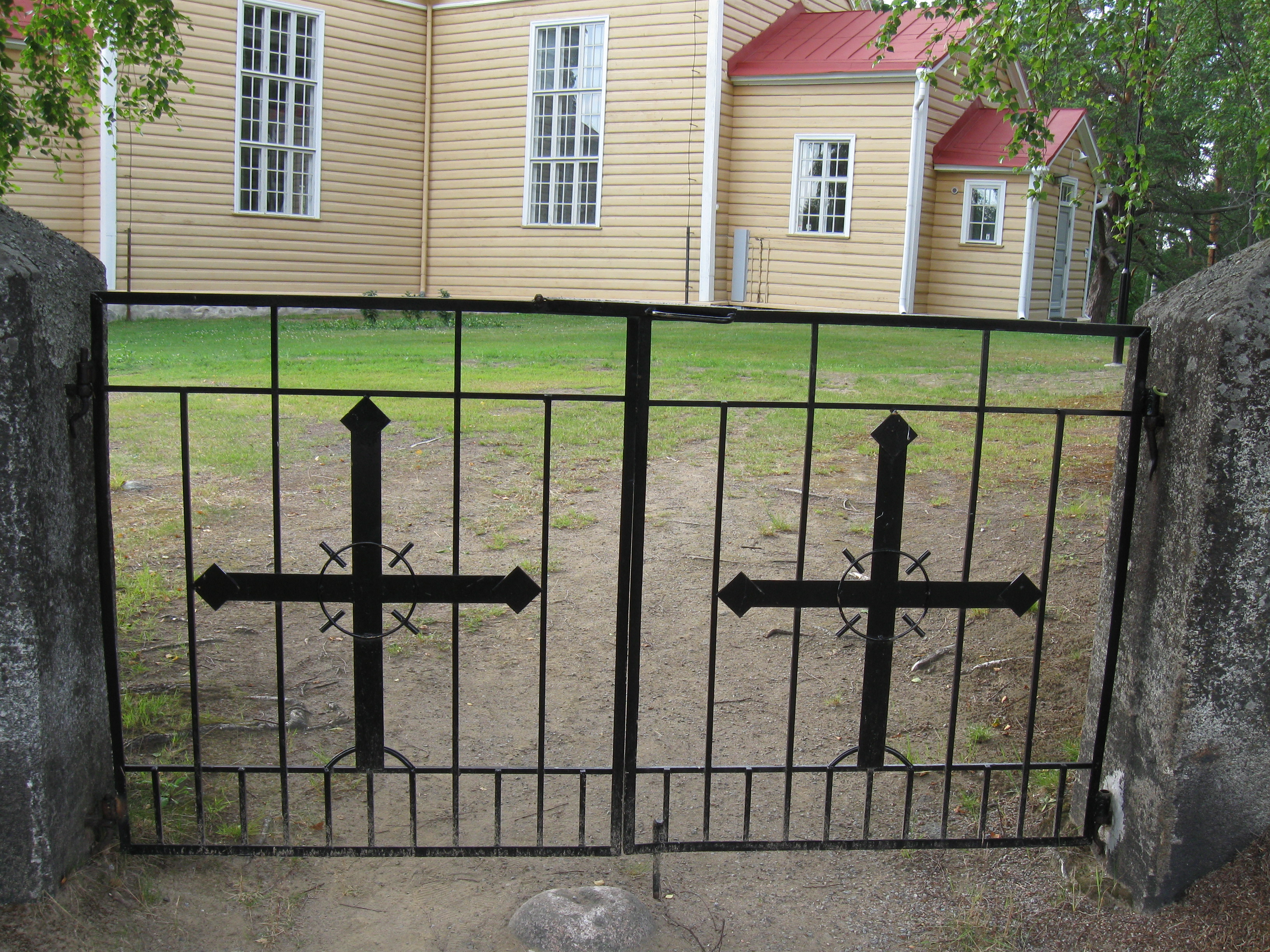
Le portail.
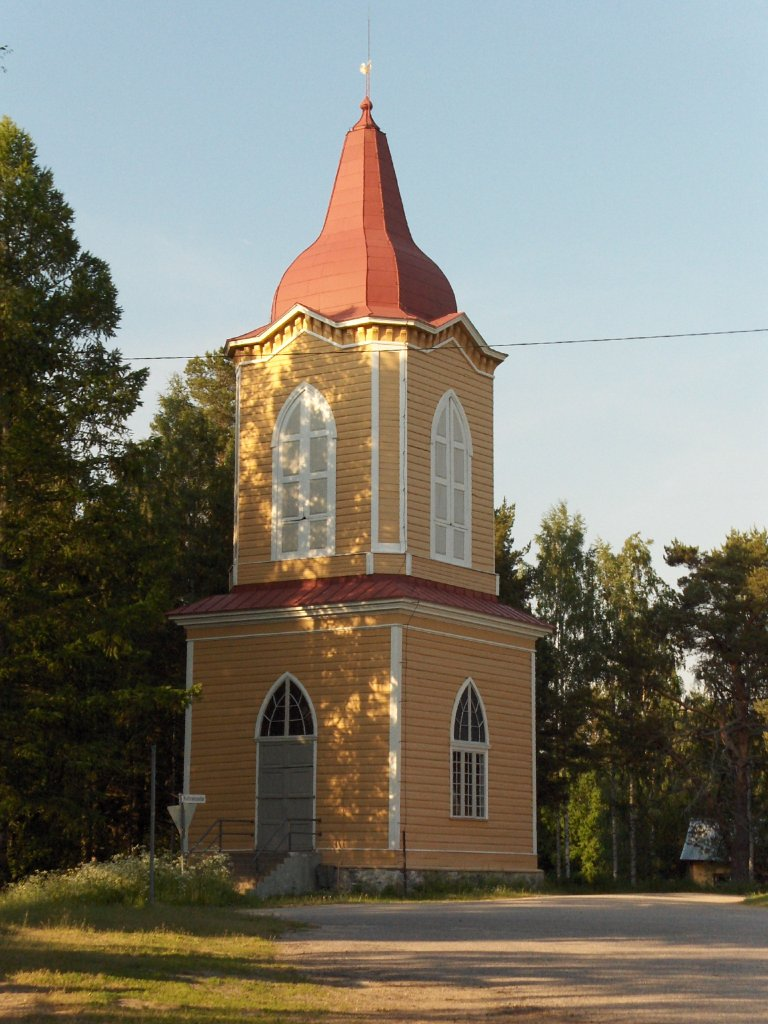
Le clocher
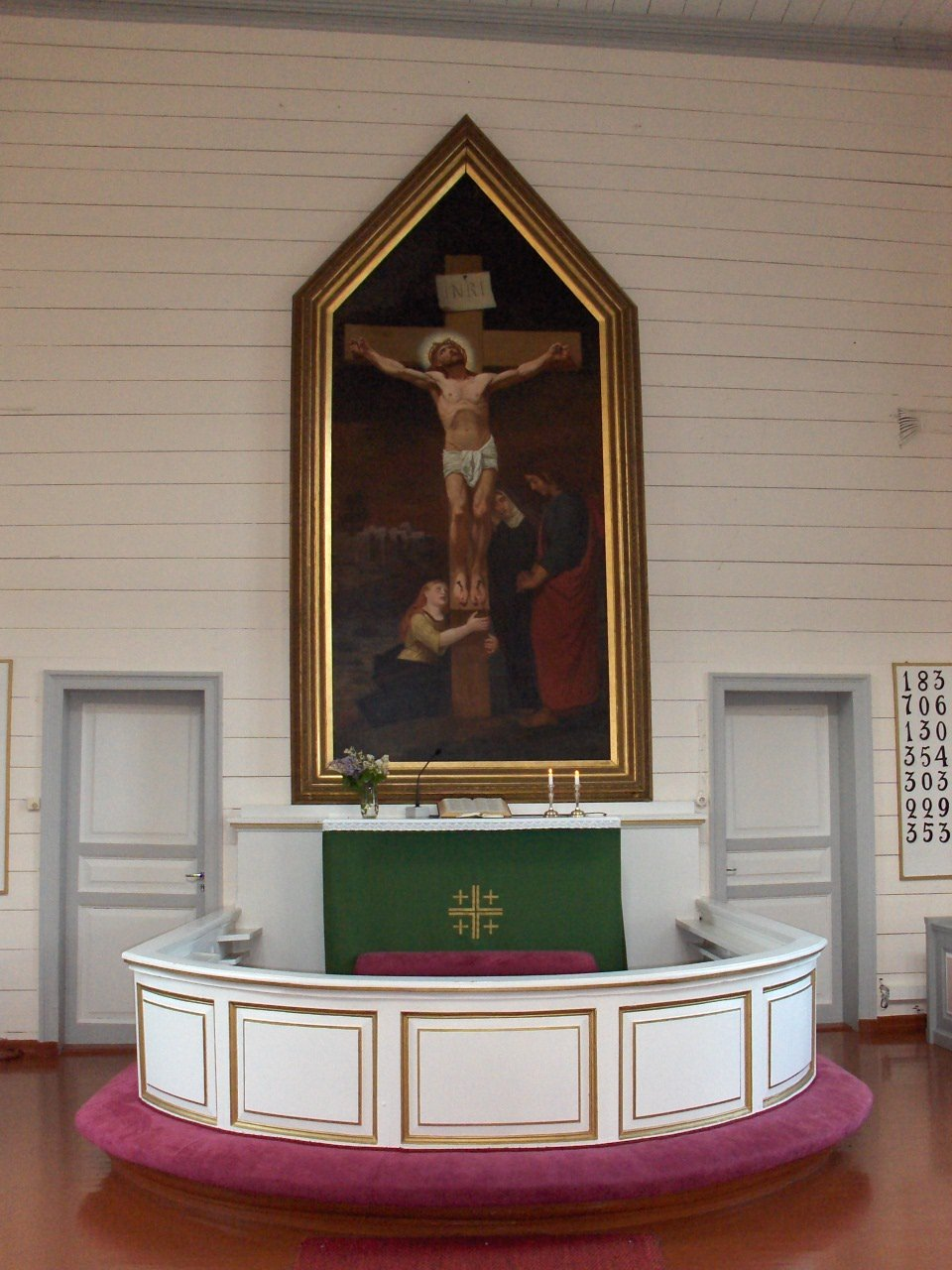
L'autel.